# イザベル・ル・ディスペンサー (ウォリック伯爵夫人)
イザベル・ル・ディスペンサー（Isabel le Despenser, 1400年7月26日 - 1439年12月27日）は、初代グロスター伯トマス・ル・ディスペンサーとコンスタンス・オブ・ヨーク（初代ヨーク公エドマンド・オブ・ラングリーの娘）の一人娘で女子相続人。父がイングランド王ヘンリー4世に対する陰謀（エピファニー蜂起）を企てたため斬首されてから6か月後に生まれた。

## 結婚と子女
イザベルは、ともに11代ウォリック伯トマス・ド・ビーチャムの孫である、同名の2人と結婚した。
最初に、初代ウスター伯リチャード・ビーチャムと結婚した。リチャードはモー包囲戦で戦死した。2人の間には1女が生まれた。
- エリザベス[2]（1415年 - 1448年） - 3代バーガヴェニー男爵エドワード・ネヴィルと結婚

2度目に、13代ウォリック伯リチャード・ド・ビーチャムと結婚した。2度目の夫リチャードは最初の夫の従兄弟にあたる。2人の間には2子が生まれた。
- ヘンリー（1425年 - 1446年） - 14代ウォリック伯、のち初代ウォリック公。5代ソールズベリー伯リチャード・ネヴィルの娘セシリーと結婚し、一女アンをもうけた[5]。
- アン（1426年 - 1492年） - 兄および姪の死後に16代ウォリック女伯となる[6]。5代ソールズベリー伯リチャード・ネヴィルの長男リチャード・ネヴィルと結婚し、夫リチャードは妻の権利により16代ウォリック伯となった[7]。したがって、夫リチャードは兄ヘンリーの妻セシリーの弟であった。2人の間には2女が生まれ、長女イザベル（1451年 - 1476年）は、初代クラレンス公ジョージ・プランタジネット (1449年 - 1478年) と結婚し、次女アン（1456年 - 1485年）は、最初にプリンス・オブ・ウェールズのエドワード・オブ・ウェストミンスターと結婚し、次にリチャード3世 (1483年 - 1485年) と結婚した[8]。